# Witold Koziński
Witold Aleksander Koziński (ur. 12 maja 1946 w Gostyninie) – polski ekonomista i bankowiec, profesor nauk ekonomicznych, w latach 1992–1998 i 2008–2014 wiceprezes Narodowego Banku Polskiego.

## Życiorys
Absolwent Wydziału Nauk Ekonomicznych Uniwersytetu Warszawskiego z 1971. W 1975 na tym samym wydziale obronił doktorat, zaś w 1983 uzyskał stopień doktora habilitowanego. Tytuł profesora nauk ekonomicznych otrzymał w 1996. Specjalizuje się w zagadnieniach z zakresu bankowości i finansów, polityki pieniężnej i teorii wzrostu. Od 1975 zawodowo związany z macierzystym wydziałem. Pełnił funkcję kierownika Katedry Bankowości i Finansów. W 1999 został profesorem w Katedrze Finansów i Bankowości w Wyższej Szkole Informatyki i Zarządzania w Rzeszowie.
W NBP pracował w latach 1971–1975 i 1982–1991. W latach 1992–1998 był wiceprezesem i pierwszym zastępcą prezesa NBP w okresie pełnienia tej funkcji przez Hannę Gronkiewicz-Waltz. Zasiadał także w Komisji Papierów Wartościowych (1991), był prezesem zarządów Powszechnego Banku Handlowego Gecobank (1991–1992), PTE Allianz Polska (1998–1999), Banku Gospodarstwa Krajowego (2002–2003).
24 października 2008 ponownie objął urząd wiceprezesa Narodowego Banku Polskiego. 24 października 2014 przestał pełnić tę funkcję w związku z upływem kadencji. W latach 2010–2014 był członkiem Komisji Nadzoru Finansowego jako przedstawiciel NBP.

## Odznaczenia
W 1998 odznaczony Krzyżem Oficerskim Orderu Odrodzenia Polski.